# Live... in the heart of the city
Live... in the heart of the city is een livealbum van Whitesnake. Onder deze omschrijving vallen alle versies van dit album, want de langspeelplaat en compact discs verschilden aanmerkelijk op een aantal punten. Het originele album bevatte opnamen gemaakt tijdens de concerten van 23 november 1978 en 23/24 juni 1980 gegeven in de Hammersmith Odeon in Londen. De concerten werden gegeven door dezelfde band, maar de drummer van 1978 was een andere dan die van 1980.

## Musici
- David Coverdale – zang
- Micky Moody, Bernie Marsden – gitaar, zang
- Neil Murray – basgitaar
- Jon Lord – toetsinstrumenten
- Dave Dowle – slagwerk 1978
- Ian Paice – slagwerk 1980

## Muziek

### Dubbelalbum
De originele langspeelplaat zag er als volgt uit:

| Nr. | Titel                                     | Duur  |
| --- | ----------------------------------------- | ----- |
| 1.  | Come on (1980)                            | 3:41  |
| 2.  | Sweet talker (1980)                       | 4:10  |
| 3.  | Walking in the shadow of the blues (1980) | 4:49  |
| 4.  | Lovehunter (1980)                         | 11:00 |

| Nr. | Titel                          | Duur |
| --- | ------------------------------ | ---- |
| 1.  | Fool for your loving (1980)    | 4:43 |
| 2.  | Ain’t gonna cry no more (1980) | 6:21 |
| 3.  | Ready an’ willing (1980)       | 4:45 |
| 4.  | Take me with you (1980)        | 6:10 |

| Nr. | Titel                                         | Duur |
| --- | --------------------------------------------- | ---- |
| 1.  | Come on (1978)                                | 3:32 |
| 2.  | Might just take your life (1978)              | 4:55 |
| 3.  | Lie down (1978)                               | 3:33 |
| 4.  | Ain’t no love in the heart of the city (1978) | 6:38 |

| Nr. | Titel             | Duur  |
| --- | ----------------- | ----- |
| 1.  | Trouble (1978)    | 4:56  |
| 2.  | Mistreated (1978) | 10:40 |

### Enkele compact disc
Om alles op een enkele compact disc te kunnen persen viel een aantal nummers af.

| Nr. | Titel                                         | Duur |
| --- | --------------------------------------------- | ---- |
| 1.  | Come on (1980)                                |      |
| 2.  | Sweet talker (1980)                           |      |
| 3.  | Walking in the shadow of the blues (1980)     |      |
| 4.  | Lovehunter (1980)                             |      |
| 5.  | Fool for your loving (1980)                   |      |
| 6.  | Ain’t gonna cry no more (1980)                |      |
| 7.  | Ready an’ willing (1980)                      |      |
| 8.  | Take me with you (1980)                       |      |
| 9.  | Come on (1978)                                |      |
| 10. | Might just take your life (1978)              |      |
| 11. | Lie down (1978)                               |      |
| 12. | Ain’t no love in the heart of the city (1978) |      |
| 13. | Trouble (1978)                                |      |
| 14. | Mistreated (1978)                             |      |

### Franse persing
De Franse persing kwam echter als eerste uit (1987) en haalde alles flink door elkaar. Er wordt vermeld dat het album is opgenomen op 23 november 1978, maar de samenstelling van de band afgebeeld op de hoes is die van 1980. Gezien het originele album zijn de tracks 1 tot en met 7 uit 1978, de andere uit 1980.

| Nr. | Titel                                         | Duur |
| --- | --------------------------------------------- | ---- |
| 1.  | Come on (1980)                                |      |
| 2.  | Sweet talker (1980)                           |      |
| 3.  | Walking in the shadow of the blues (1980)     |      |
| 4.  | Lovehunter (1980)                             |      |
| 5.  | Fool for your loving (1980)                   |      |
| 6.  | Ain’t gonna cry no more (1980)                |      |
| 7.  | Ready an’ willing (1980)                      |      |
| 8.  | Might just take your life (1978)              |      |
| 9.  | Ain’t no love in the heart of the city (1978) |      |
| 10. | Mistreated (1978)                             |      |

### Versie 2007
In 2007 kwam de definitieve versie op de markt, bestaande uit het originele album overgezet naar een dubbel-CD

## Hitnotering originele 2LP
Het album stond voor een Whitesnake-album relatief lang in de Britse Album Top 100.
| Hitnotering: 8-11-1980 t/m 6-2-1981 | Hitnotering: 8-11-1980 t/m 6-2-1981 | Hitnotering: 8-11-1980 t/m 6-2-1981 | Hitnotering: 8-11-1980 t/m 6-2-1981 | Hitnotering: 8-11-1980 t/m 6-2-1981 | Hitnotering: 8-11-1980 t/m 6-2-1981 | Hitnotering: 8-11-1980 t/m 6-2-1981 | Hitnotering: 8-11-1980 t/m 6-2-1981 | Hitnotering: 8-11-1980 t/m 6-2-1981 | Hitnotering: 8-11-1980 t/m 6-2-1981 | Hitnotering: 8-11-1980 t/m 6-2-1981 | Hitnotering: 8-11-1980 t/m 6-2-1981 | Hitnotering: 8-11-1980 t/m 6-2-1981 | Hitnotering: 8-11-1980 t/m 6-2-1981 | Hitnotering: 8-11-1980 t/m 6-2-1981 |
| Week:                               | 1                                   | 2                                   | 3                                   | 4                                   | 5                                   | 6                                   | 7                                   | 8                                   | 9                                   | 10                                  | 11                                  | 12                                  | 13                                  |                                     |
| ----------------------------------- | ----------------------------------- | ----------------------------------- | ----------------------------------- | ----------------------------------- | ----------------------------------- | ----------------------------------- | ----------------------------------- | ----------------------------------- | ----------------------------------- | ----------------------------------- | ----------------------------------- | ----------------------------------- | ----------------------------------- | ----------------------------------- |
| Positie:                            | 5                                   | 7                                   | 17                                  | 30                                  | 37                                  | 43                                  | 57                                  | 68                                  | 68                                  | 48                                  | 49                                  | 55                                  | 60                                  | uit                                 |

In najaar 1981 haalde het ook nog twee weken hitparade, van 5 tot en met 18 september stond het een week op plaats 95 gevolgd door een week op plaats 85.